# Leptochilus metallicus
Leptochilus metallicus är en stensöteväxtart som först beskrevs av Richard Henry Beddome, och fick sitt nu gällande namn av Carl Frederik Albert Christensen. Leptochilus metallicus ingår i släktet Leptochilus och familjen Polypodiaceae. Inga underarter finns listade.